# GUM
GUM, Gosudarstvennij universalnij magazin, (russisk ГУМ, Государственный универсальный магазин, dansk "statsligt varehus") er den almindelige navn på et stort varehus eller stormagasin i mange russiske byer. Det mest berømte GUM ligger ved Den Røde Plads i Moskva. Før 1920'erne var varehuset kendt under navnet De Højere Handelsrækker.

## GUM i Moskva
Det har været handel på denne plads siden 1600-tallet. Den nuværende bygning blev opført mellem 1890 og 1893 af Alexander Pomerantsev og Vladimir Sjuchov, og erstattede en tidligere bygning fra begyndelsen af 1800-tallet.
Efter den russiske revolution i 1917 blev virksomheden, som på dette tidspunkt omfattede cirka 1200 butikker, nationaliseret.
Fra 1928 blev lokalerne anvendt som kontorlokaler af en komite med ansvaret for Stalins første femårsplan. I 1932 lå Stalins hustru Nadezjda på lit-de-parade i bygningen efter sit selvmord.
I 1953 gennemgik bygningen en omfattende renovering og varehusvirksomheden genopstod. Ved Sovjetunionens kollaps blev GUM privatiseret og ejerskabet overgik til varehuskæden Perekryostok. Siden maj 2005 har halvdelen af varehuset været ejet af firmaet Bosco di Ciliegi.

## TsUM
I Moskva, nær Bolshoi-teatret, ligger også varehuset Tsentralnij Universalnij Magazin (russisk: Центральный Универсальный Магазин, forkortet ЦУМ, dansk: Det Centrale Varehus, forkortet TsUM) der såvel i størrelse som artitekturmæssigt er en konkurrent til GUM. Bygningen husede indtil 1922 varehuset Muir & Mirrielees.